# Falathrim
Los falathrim son un pueblo ficticio perteneciente al legendarium creado por el escritor británico J. R. R. Tolkien y que aparece en su novela El Silmarillion. Son una rama de los elfos teleri y vivieron en las costas de Beleriand, «Las Falas», desde las Edades de los Árboles y la Primera Edad del Sol, hasta su desaparición tras la Guerra de la Cólera, cuando quedaron sumergidas, al igual que la mayor parte del resto de Beleriand. Su señor era Círdan, el carpintero de barcos.

## Historia ficticia

### Origen de los elfos
En la obra de Tolkien los elfos son los primeros seres inteligentes y parlantes de la creación y se llamaron a sí mismos Quendi («los hablantes/parlantes»). Tras conocer su existencia los valar (semidioses de la mitología de Tolkien) invitan a los elfos al continente de Aman en el a. v. 1101 E. A.. Así surge su primera organización social conocida que consistía en tres grandes grupos o tribus de estructura patriarcal: los Noldor, los Vanyar y los Teleri. Estas tres casas, dirigidas por sus líderes (Ingwë, Finwë, y los hermanos Elwë y Olwë respectivamente) iniciaron una gran peregrinación desde Cuiviénen guiados por los valar hacia el oeste para alcanzar el Reino Bendecido. Los elfos que prefirieron las estrellas y las grandes extensiones de la Tierra Media y que nunca partieron recibieron el nombre de Avari. De los que marcharon todos acabaron dicho viaje salvo parte de los Teleri.

### Ramificaciones de los Teleri

Geografía esquemática de Arda en las Edades de los Árboles

Elwë inició con su pueblo la marcha hacia el oeste en el a. v. 1105 E. A. Los Teleri eran grandes en número y avanzaban lentamente pues seguían al valar Oromë y cada vez que se alejaba para ocuparse de sus asuntos paraban para disfrutar de tierras y ríos. En el a. v. 1115 E. A. uno llamado Lenwë dejó el grupo principal hacia el sur siguiendo el curso del río Anduin y los que le siguieron fueron los Nandor («los que volvieron»), y sabían más de plantas y animales que ningún otro elfo. De entre ellos, los que retomaron la marcha hacia Beleriand años más tarde fueron los Laiquendi («elfos verdes») y los que optaron por quedarse en los bosques sin llegar a cruzar las Montañas Nubladas fueron los Tawarwaith («elfos silvanos» o «elfos de los bosques»).
En el a. v. 1130 E. A. el rey Elwë se perdió en el bosque de Nan Elmoth, encontró a la maia Melian de la cual cayó hechizado y abandonó a los Teleri. Los que esperaron y buscaron a su rey desaparecido se llamarían a sí mismos los Eglath («elfos abandonados») pues los demás les dejaron atrás. Los Eglath vivieron en bosques y colinas, y evitaron el mar que les ponía melancólicos ya que nunca abandonaron el deseo de llegar a Aman. Elwë y Merian reinarían más adelante sobre todos los elfos de estas tierras.
Así que cuando el valar Ulmo, señor de las aguas, acudió a la costa de Beleriand en el a. v. 1132 E. A. para llevar a los elfos a Valinor solo recogió a los Vanyar y a los Noldor que allí esperaban pero no a los Teleri que no oyeron su llamada a tiempo. Entonces muchos se apresuraron a llegar a la costa y eligieron a Olwë como su rey. Durante años su amigo el maia Ossë, guardián de los mares de la Tierra Media, les enseñaría todas las ciencias del mar y la música del mar. Aquellos que partieron en el a. v. 1150 E. A. siguiendo a Olwë a través del océano fueron los Falmari («elfos del mar»), los únicos de entre los Teleri que llegaron a ver la luz de Aman.

### Aparición de los Falathrim
Pero cuando llegó el momento de partir y cruzar el océano algunos de los Teleri se enamoraron de las costas persuadidos por Ossë al que apenaba no volver a oír la música de los elfos. Estos fueron los Falathrim («elfos de las Falas», las costas occidentales de Beleriand) y fueron los primeros constructores de navíos y marineros de la Tierra Media. 
Durante largos años habitaron en la costa, donde construyeron dos grandes puertos llamados Brithombar, sobre el río Brithon, y Eglarest, en la desembocadura del Nenning, donde Círdan estableció su señorío. En estos dos asentamientos cultivaron todos los conocimientos relacionados con el océano, pasando a ser el pueblo más sabio de toda la Tierra Media en todo lo que al mar se refería.
Los buques de Círdan, los primeros construidos en Beleriand, eran blancos y mágicos y podían realizar el largo viaje hasta Valinor incluso cuando la Tierra Media y las Tierras Imperecederas se distanciaron para siempre. Los barcos de los Falathrim quedaron como los únicos capaces de hacer esa  prolongada travesía.
Años después,  descubrieron que otro grupo de úmanyar se había asentado y prosperado en el bosque de Doriath, al este de las Falas. Eran los Eglath de los reyes Elwë Singollo y Melian, la maia.
Círdan y los Falathrim entablaron amistad con estos hermanos suyos, y al cabo de un tiempo establecieron una alianza con ellos, pues hablaban la misma lengua y compartían causas comunes. Círdan aceptó a Elwë como rey y ambos pueblos lucharon muchos años durante la Primera Edad contra Morgoth, el enemigo común, que extendió las sombras desde el norte. 
Tiempo después cuando los Noldor regresaron a la Tierra Media llamaron Sindar («elfos grises») a los Falathrim y a los Eglath, quizás porque no eran elfos de la luz ni eran elfos de la oscuridad sino que eran elfos del crepúsculo, o quizás porque su rey era Elwë Singollo que traducido del quenya significa «Mantogris».
Tras el desastre de la Nírnaeth Arnoediad, muchos elfos huyeron a los puertos y buscaron refugio tras los muros de Círdan y los marineros recorrían las costas de arriba abajo y acosaban al enemigo en rápidos desembarcos. Pero al año siguiente, antes de que llegara el invierno, Morgoth envió grandes fuerzas sobre Hithlum y Nevrast, y descendieron por los ríos Brithon y Nenning, y asolaron todas las Falas y sitiaron los muros de Brithombar y Eglarest. 
Los Falathrim  opusieron gran resistencia, pero los orcos Llevaban consigo herreros, mineros y hacedores de fuego, e instalaron grandes maquinarias y, finalmente, quebrantaron los muros. Entonces los puertos quedaron en ruinas y la torre de Barad Nimras fue derribada; y la mayor parte del pueblo de Círdan fue muerto o sometido a esclavitud. Pero algunos escaparon por mar en barcos hacia el sur, a la isla de Balar, junto a su señor Círdan y Gil-Galad, el hijo de Fingon, a quien su padre había enviado a los puertos después de la Dagor Bragollach. Allí construyeron un refugio para todo aquel que pudiera llegar; porque se establecieron también en las desembocaduras del Sirion, y allí muchas naves livianas y rápidas estaban escondidas en arroyos y aguas donde los juncos eran densos como un bosque. Allí permanecieron hasta la Guerra de la Cólera, cuando la propia Beleriand se estremeció durante la derrota y captura de Morgoth en su reino de Angband. 
Los Falathrim se hicieron de nuevo a la mar con sus espléndidos barcos, rumbo al sur, al golfo de Lhûn, en la tierra de Lindon, el último reino élfico de Beleriand que sobrevivió a esa gran batalla. Allí construyeron los elfos su último puerto en la Tierra Media, que se llamó Mithlond (‘los puertos grises’). De él zarpó el último navío élfico de las tierras mortales.

## Clasificación de los elfos

División del pueblo de los elfos durante la Gran Marcha

### División según si emprendieron la Gran Marcha
- Calaquendi(«elfos de la luz»), Amanyar(«los que pertenecen a Aman») o Tareldar(«altos elfos»): aquellos que completaron el viaje a Aman y presenciaron la luz de los Dos Árboles.[3]
- Moriquendi(«elfos oscuros»): aquellos que no vieron la luz que había antes del sol y la luna.[2][3]
  - Úmanyar («los que no son de Aman»): son los elfos que partieron de Cuiviénen hacia el oeste en la Gran Marcha, pero que nunca llegaron a Aman.[2][3]
  - Avari («los renuentes»): los que rechazaron emprender la Gran Marcha.[2][3]

### División de los pueblos de los elfos durante la Gran Marcha
- Avari
- Eldar («pueblo de las estrellas»): Término referido originalmente a todos los elfos pero posteriormente utilizado solamente para los que emprendieron la Gran Marcha de los elfos desde Cuiviénen.[3]
  - Vanyar («los hermosos») o Minyar («los primeros»): Fueron el primer clan de los Eldar en partir y todos llegaron a Aman.[3] Ninguno regresó de Aman.
  - Noldor («elfos profundos»): Son el segundo clan en partir y todos llegaron a Aman.[3] Casi todos regresaron de Aman y el resto pudo haber participado en la Guerra de la Cólera.
  - Teleri («los últimos»): Son el tercer clan de los Eldar en partir y el mayor.[3]
    - Nandor («los que volvieron»): Los que siguieron el curso del río Anduin hacia el sur siguiendo a Lenwë.[3]
      - Laiquendi («elfos verdes»): Son aquellos Nandor que reanudaron la marcha años después guiados por Denethor, llegaron a Beleriand y residieron en Ossiriand.[3]
      - Tawarwaith («elfos silvanos», «elfos de los bosques» o «elfos de la floresta»): Son los elfos Nandor que decidieron esconderse en los bosques más allá de las Montañas Nubladas. Apenas se distinguían de los Avari.[4]

    - Sindar («elfos grises»): Es el nombre que dieron los Noldor a todos los elfos de origen Teleri que encontraron en Beleriand al regresar de Aman, exceptuando a los Laiquendi.[3]
      - Eglath («elfos abandonados»): Los que vivían al servicio del rey Thingol en el bosque de Doriath.[3] Aunque son Úmanyar, tienen un estatus especial por estar gobernados por un rey que sí vio los Árboles y por Melian, la Maia.
      - Falathrim («elfos de las Falas» o «elfos de las costas»): Son los elfos asentados en las Falas de Beleriand, cuyo señor era Círdan.[3]

    - Falmari («elfos del mar»): Fueron los últimos de los Eldar en llegar a Aman y los únicos de los Teleri que lo hicieron.[6] No regresaron a la Tierra Media.